# 青森県道167号陸奥市川停車場線
青森県道167号陸奥市川停車場線（あおもりけんどう167ごう むついちかわていしゃじょうせん）は、青森県八戸市を通る一般県道である。

## 概要
青い森鉄道線 陸奥市川駅の八戸市尻引堤沢から八戸市尻引前山の青森県道8号八戸野辺地線交点に至る。

### 路線データ
- 起点：陸奥市川停車場[1]
- 終点：八戸野辺地線交点（八戸市）[1]

## 歴史
- 1961年（昭和36年）2月10日 - 県道に認定される[1]。

## 地理

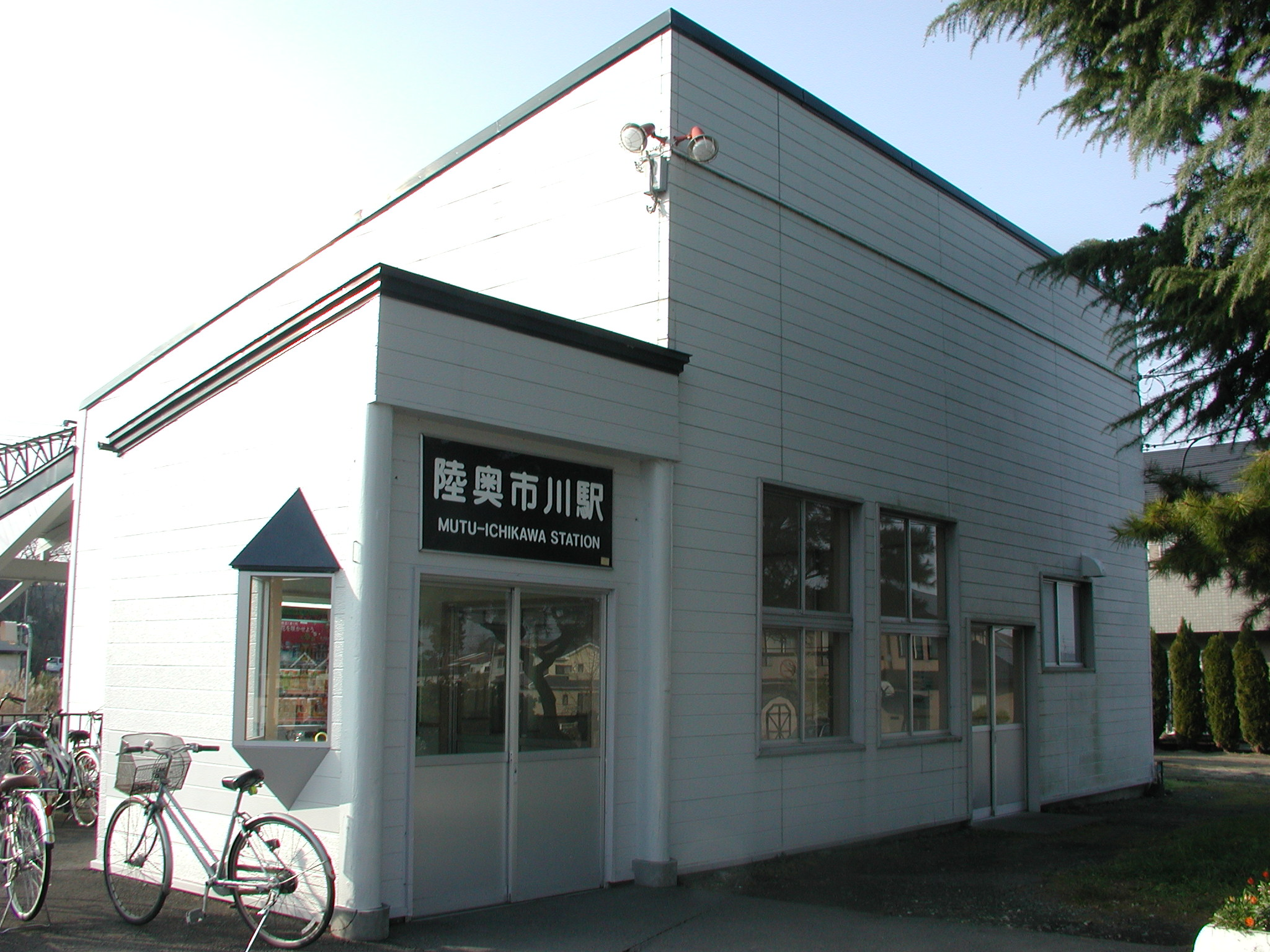
起点・陸奥市川駅

### 交差する道路
- 青森県道8号八戸野辺地線（終点）

### 沿線の施設
- 青い森鉄道青い森鉄道線 陸奥市川駅